# 百合花杜鹃
百合花杜鹃（学名：Rhododendron liliiflorum），为杜鹃花科杜鹃花属下的一个植物种。